# Galeola faberi
Galeola faberi är en orkidéart som beskrevs av Robert Allen Rolfe.
Galeola faberi ingår i släktet Galeola och familjen orkidéer. Inga underarter finns listade i Catalogue of Life.